# Grand Prix de Bruxelles
Groupe I (arrêtée)

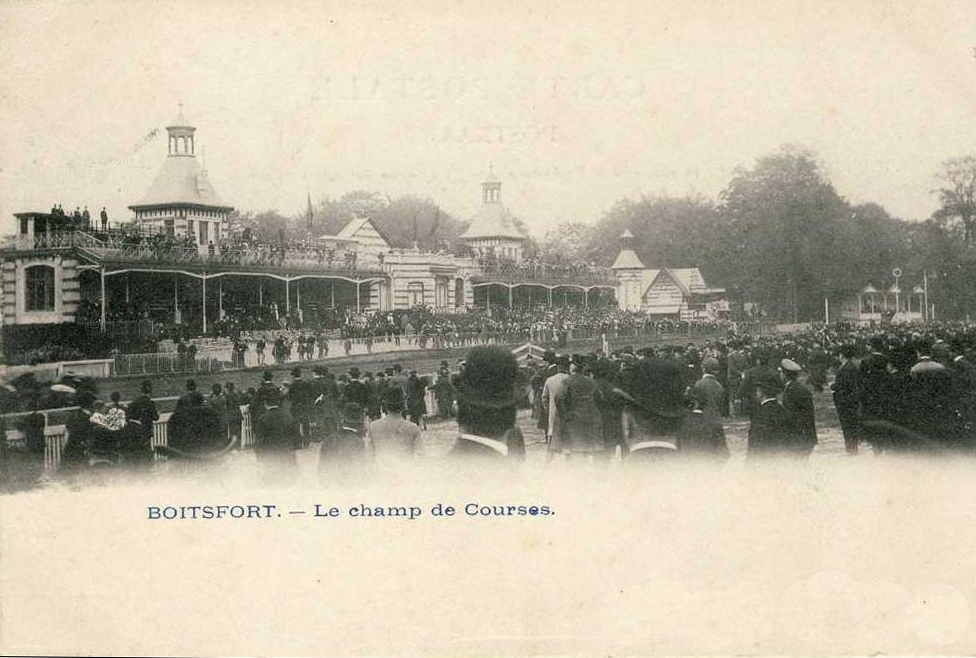
Le champ de courses vu de la Pelouse centrale.

Le Grand Prix de Bruxelles était une course hippique qui se déroulait initialement à l'hippodrome de Boitsfort, disputée sur 2 200 mètres

## Palmarès de 1886 à 1986
voir : Toroughbred Database GRAND PRIX DE BRUXELLES - BOITSFORT

## Quelques gagnants célèbres
- Finasseur, en 1905
- Prince Rose, en 1931
- North Stoke, en 1977, à hippodrome de Groenendael